# Melitaea aduaticana
Melitaea aduaticana är en fjärilsart som beskrevs av Cabeau 1903. Melitaea aduaticana ingår i släktet Melitaea och familjen praktfjärilar. Inga underarter finns listade i Catalogue of Life.